# Mike Hagerty
Michael Gerard "Mike" Hagerty, född 10 maj 1954 i Chicago i Illinois, död 5 maj 2022 i Los Angeles i Kalifornien, var en amerikansk skådespelare. Han var känd för att spela roller som komiska arbetare, däribland som byggnadschefen Mr. Treeger i TV-serien Vänner och ljuddämpningschefen i HBO-serien Lucky Louie.

## Biografi
Hagerty föddes i Chicago i Illinois, söndagen den 10 maj 1954. Hans familj var irländska katoliker, med en far som arbetade som poliskonstapel. Hagerty slutade på St. Cajetan Elementary School år 1968, och fortsatte på Marist High School i Chicago. Han studerade sedan vid University of Illinois Chicago, där han tog skådespelarkurser. Innan han började arbeta som skådespelare arbetade han på restaurang och på en Shell-bensinstation och reparationsverkstad i Chicago.

## Karriär
Hagerty började arbeta med skådespeleri sedan han hade blivit inbjuden av Jim Belushi att gå med i improvisationsgruppen The Second City. Han skrev och medverkade i tre revyer 1980-talet. Han introducerade texten till kampsången "Bear Down, Chicago Bears" för gruppen. Hans första roll som skådespelare var i filmen Doctor Detroit år 1983. Hagerty blev känd för sin mustasch och sin breda Chicagodialekt.
Större delen av sin karriär tillbringade han i TV-branschen, men hade även småroller i filmbranschen, samt till slut över 100 skådespelarkrediter. Han deltog i komedier, inklusive Martin, Skål, The Wayans Bros., Curb Your Enthusiasm, Vänner, Seinfeld och En härlig tid. Han var en av tjugo skådespelare som har deltagit i både Vänner och Seinfeld. En av hans sista skådespelarroller var i TV-serien Somebody Somewhere, som höll på att spelas in när han dog.

## Privatliv
Hagerty var gift med Mary Kathryn.
Hagerty flyttade till Los Angeles på 1980-talet. Han upprätthöll dock banden till sin gamla hemstad Chicago, och uppträdde vid insamlingar på Beverly Arts Center.

## Död
Hagerty dog i koma på Cedars-Sinai Medical Center i Los Angeles den 5 maj 2022 efter att ha drabbats av ett krampanfall som var en reaktion på en typ av antibiotika, som han hade tagit för en infektion.

## Filmografi (i urval)

### Filmer
- 1983 – Doctor Detroit
- 1985 – Brewsters miljoner
- 1986 – Ingenting gemensamt
- 1987 – Tjejen som föll överbord
- 1988 – Red Heat
- 1990 – Dick Tracy
- 1990 – After Dark, My Sweet
- 1991 – One Man's Justice
- 1991 – V.I. Warshawski - kvinna med rätt att döda
- 1992 – Wayne's World
- 1992 – Frysta tillgångar
- 1993 – En brud på hugget
- 1995 – Stuart Saves His Family
- 1996 – Space Truckers
- 1997 – Speed 2: Cruise Control
- 1998 – Break Up
- 1999 – Best Laid Plans
- 1999 – Austin Powers: The Spy Who Shagged Me
- 1999 – Gadget
- 2002 – Frank McKlusky, C.I.
- 2006 – Deception
- 2011 – Thin Ice
- 2014 – The Reunion

### TV-serier
- 1986 – Skål (TV-serie)
- 1986 – Brottets väg (TV-serie)
- 1987 – Våra värsta år (TV-serie)
- 1988 – Fem i familjen (TV-serie)
- 1989 – Murphy Brown (TV-serie)
- 1991–1994 – Star Trek: The Next Generation (TV-serie)
- 1992 – En härlig tid (TV-serie)
- 1992 – Martin (TV-serie)
- 1994 – Seinfeld (TV-serie)
- 1995 – The Wayans Bros. (TV-serie)
- 1995–2001 – Vänner (TV-serie)
- 1996 – Systrar (TV-serie)
- 1996 – The Drew Carey Show (TV-serie)
- 1997 – Inte bara morsa (TV-serie)
- 1998 – Ally McBeal (TV-serie)
- 2000 – Curb Your Enthusiasm (TV-serie)
- 2001 – Angel (TV-serie)
- 2001–2002 – Nikki (TV-serie)
- 2002 – Cityakuten (TV-serie)
- 2004 – Deadwood (TV-serie)
- 2005 – American Dad! (TV-serie) (röst)
- 2006 – Desperate Housewives (TV-serie)
- 2006–2007 – Lucky Louie (TV-serie)
- 2007 – Boston Legal (TV-serie)
- 2007 – Entourage (TV-serie)
- 2007 – Ghost Whisperer (TV-serie)
- 2008 – CSI: Crime Scene Investigation (TV-serie)
- 2009 – Monk (TV-serie)
- 2010 – I nöd och lust (TV-serie)
- 2010 – Medium (TV-serie)
- 2010 – Lycka till Charlie! (TV-serie)
- 2010 – Glee (TV-serie)
- 2011 – Happy Endings (TV-serie)
- 2012 – The Mindy Project (TV-serie)
- 2013 – Community (TV-serie)
- 2013 – Grey's Anatomy (TV-serie)
- 2013 – Mob City (TV-serie)
- 2013–2017 – Brooklyn Nine-Nine (TV-serie)
- 2014 – The Goldbergs (TV-serie)
- 2016 – Shameless (TV-serie)
- 2022 – Somebody Somewhere (TV-serie)